# 村田賢一
村田 賢一（むらた けんいち、2001年8月31日 - ）は、千葉県浦安市出身のプロ野球選手（投手）。右投右打。福岡ソフトバンクホークス所属。

## 経歴

### プロ入り前
浦安市立日の出南小学校2年生のときに浦安ニューラッキーズで野球を始め、6年生時には読売ジャイアンツジュニアに選出された。浦安市立日の出中学校時代は硬式野球の東京城南ボーイズに所属。当初は三塁手・一塁手としてプレーしており、本格的に投手を始めたのは中学2年生からであった。
春日部共栄高校では1年秋にベンチ入りし、県大会での登板も果たした。腰痛とチーム方針で2年春・夏はベンチを外れたが、2年秋からエースと4番打者を務め、県大会では全試合完投して優勝。関東大会でも準優勝を果たし、3年春の第91回選抜高等学校野球大会に出場したが、高松商業との初戦で15安打8失点を喫し敗れた。3年夏は埼玉大会準決勝で花咲徳栄に敗れた。
明治大学へ進学し、1年秋から六大学リーグ戦に登板するも、2年生に上がる頃に右肘の手術を受けた。2年秋に復帰して7試合に登板すると、3年春は初完投を記録するなど、8試合の登板で5勝0敗・防御率2.20という成績で、チームの完全優勝に貢献。その後出場した全日本大学選手権では神奈川大学との初戦に先発し、8回無失点と好投した。3年秋は4試合の登板で3勝1敗・防御率1.50を記録し、チームは2016年以来の春秋連覇を果たして明治神宮大会でも勝ち進み、國學院大學との決勝戦に先発すると、1-0の完封勝利でチームを6年ぶり7度目の優勝に導いた。4年春はエースナンバーの背番号11を付け、7試合・45イニングを投げて防御率0.80の好成績でチームの3季連続優勝の原動力となった。全日本大学選手権でも勝ち進み、青山学院大学との決勝に先発したが3回1/3を4失点（自責点3）で降板し、チームは準優勝であった。7月には日米大学野球選手権大会の日本代表に選出されたが、8月下旬に右肩の違和感があり、4年秋に復帰。8試合に登板するも防御率4.35という成績でチームは4連覇を逃した。リーグ戦では通算36試合の登板で15勝3敗・防御率2.09を記録した。
2023年10月26日に開催されたドラフト会議にて、福岡ソフトバンクホークスから4位指名を受けた。11月24日に契約金5000万円・年俸1000万円（いずれも金額は推定）で仮契約を結び、12月4日、福岡市内で入団発表会見が行われた。背番号は34。同ドラフトでは、大学同期の上田希由翔が千葉ロッテマリーンズから1位指名、石原勇輝が東京ヤクルトスワローズから3位指名されている。

### ソフトバンク時代
2024年は春季キャンプをB組でスタートし、先発として育成され、ウエスタン・リーグの開幕投手を任されるなど、同リーグでは2試合に先発して防御率0.73を記録した。倉野信次投手コーチは「（村田は）第2先発や中継ぎロングという役割ができるのではと思っています」と説明し、リリーフとして開幕一軍入りを果たした。しかし4月13日、対西武2回戦（ベルーナドーム）11-0と大量リードした9回裏、モイネロの後の2番手として一軍戦初登板した際、一死から源田壮亮に二塁打を打たれた後、二死三塁からアギラーに2点本塁打を許し1回2失点。その後登板はなく、4月17日に藤井皓哉と入れ替わる形で登録抹消となった。

## 選手としての特徴
持ち球は最速150km/hのストレート、スライダー、カットボール、カーブ、フォーク、チェンジアップ、シンカー、ツーシーム。
本人が「9イニングを27球で抑えるピッチングが理想なんです」と話したように、打たせて取るピッチングが持ち味。明治大学時代はリーグ戦通算479個のアウトのうち、5割以上の241個が内野ゴロによるものであった。
春日部共栄高校時代は素質を買われて4番打者を務めるなど、打撃センスも高く、明治大学時代は本塁打を記録している。

## 人物
プロレスが好きで、明治大学ホームページの部員紹介での「もしも登場曲があったら」の項目に「天龍源一郎のテーマ」と答えている。
あだ名は「ナセル」。明大入学後に知人に付けられたが、由来は不明とのこと。

## 詳細情報

### 年度別投手成績
| 年 度     | 球 団        | 登 板 | 先 発 | 完 投 | 完 封 | 無 四 球 | 勝 利 | 敗 戦 | セ 丨 ブ | ホ 丨 ル ド | 勝 率 | 打 者 | 投 球 回 | 被 安 打 | 被 本 塁 打 | 与 四 球 | 敬 遠 | 与 死 球 | 奪 三 振 | 暴 投 | ボ 丨 ク | 失 点 | 自 責 点 | 防 御 率 | W H I P |
| --------- | ------------ | ----- | ----- | ----- | ----- | -------- | ----- | ----- | -------- | ----------- | ----- | ----- | -------- | -------- | ----------- | -------- | ----- | -------- | -------- | ----- | -------- | ----- | -------- | -------- | ------- |
| 2024      | ソフトバンク | 1     | 0     | 0     | 0     | 0        | 0     | 0     | 0        | 0           | ----  | 5     | 1.0      | 2        | 1           | 0        | 0     | 0        | 0        | 0     | 0        | 2     | 2        | 18.00    | 2.00    |
| 通算：1年 | 通算：1年    | 1     | 0     | 0     | 0     | 0        | 0     | 0     | 0        | 0           | ----  | 5     | 1.0      | 2        | 1           | 0        | 0     | 0        | 0        | 0     | 0        | 2     | 2        | 18.00    | 2.00    |

- 2024年度シーズン終了時

### 年度別守備成績
| 年 度 | 球 団        | 投手  | 投手  | 投手  | 投手  | 投手  | 投手     |
| 年 度 | 球 団        | 試 合 | 刺 殺 | 補 殺 | 失 策 | 併 殺 | 守 備 率 |
| ----- | ------------ | ----- | ----- | ----- | ----- | ----- | -------- |
| 2024  | ソフトバンク | 1     | 0     | 0     | 0     | 0     | ----     |
| 通算  | 通算         | 1     | 0     | 0     | 0     | 0     | ----     |

- 2024年度シーズン終了時

### 記録
初記録
- 初登板：2024年4月13日、対埼玉西武ライオンズ2回戦（ベルーナドーム）、9回裏に2番手で救援登板・完了、1回2失点

### 背番号
- 34（2024年 - ）

### 代表歴
- 2023年 第44回日米大学野球選手権大会 日本代表